# ماري دونر
ماري دونر (بالإنجليزية: Mary Downer)‏ هي راعية الفنون أسترالية، ولدت في 13 ديسمبر 1924 في Parkside, South Australia ‏ في أستراليا، وتوفيت في 14 أكتوبر 2014 في لندن في المملكة المتحدة بسبب مرض.